# Teretrius placitus
Teretrius placitus är en skalbaggsart som beskrevs av Horn 1880. Teretrius placitus ingår i släktet Teretrius och familjen stumpbaggar. Inga underarter finns listade i Catalogue of Life.